# Марко Ћопић
Марко Ћопић (14. јула 2003) српски је фудбалски голман који тренутно наступа за Торлак, на позајмици из Црвене звезде.

## Статистика

### Клупска
Ажурирано 24. септембра 2023.
|                                  |          |                       |    |   |   |   |   |   |   |   |    |   |  |  |
| Графичар (позајмица)             | 2019/20. | Прва лига Србије      | 0  | 0 | — | — | — | — | — | — | 0  | 0 |  |  |
|                                  |          |                       |    |   |   |   |   |   |   |   |    |   |  |  |
| Црвена звезда                    | 2020/21. | Суперлига Србије      | 0  | 0 | 0 | 0 | 0 | 0 | — | — | 0  | 0 |  |  |
|                                  |          |                       |    |   |   |   |   |   |   |   |    |   |  |  |
| Графичар (позајмица)             | 2021/22. | Прва лига Србије      | 10 | 0 | 0 | 0 | — | — | — | — | 10 | 0 |  |  |
|                                  |          |                       |    |   |   |   |   |   |   |   |    |   |  |  |
| Раднички 1912 Сомбор (позајмица) | 2021/22. | Српска лига Војводина | 9  | 0 | — | — | — | — | 1 | 0 | 10 | 0 |  |  |
|                                  |          |                       |    |   |   |   |   |   |   |   |    |   |  |  |
| Торлак (позајмица)               | 2022/23. | Српска лига Београд   | 8  | 0 | — | — | — | — | — | — | 8  | 0 |  |  |
| Торлак (позајмица)               | 2023/24. | Српска лига Београд   | 1  | 0 | — | — | — | — | — | — | 1  | 0 |  |  |
| Торлак (позајмица)               | Укупно   | Укупно                | 9  | 0 | — | — | — | — | — | — | 9  | 0 |  |  |
|                                  |          |                       |    |   |   |   |   |   |   |   |    |   |  |  |
| Каријера                         | Каријера | Каријера              | 28 | 0 | 0 | 0 | 0 | 0 | 1 | 0 | 29 | 0 |  |  |
|                                  |          |                       |    |   |   |   |   |   |   |   |    |   |  |  |

### Утакмице у дресу репрезентације
| Репрезентација Србије у узрасту до 15 година старости | Репрезентација Србије у узрасту до 15 година старости | Репрезентација Србије у узрасту до 15 година старости | Репрезентација Србије у узрасту до 15 година старости | Репрезентација Србије у узрасту до 15 година старости | Репрезентација Србије у узрасту до 15 година старости | Репрезентација Србије у узрасту до 15 година старости | Репрезентација Србије у узрасту до 15 година старости | Репрезентација Србије у узрасту до 15 година старости | Репрезентација Србије у узрасту до 15 година старости |
| #                                                     | Датум                                                 | Такмичење                                             | Локација                                              | Домаћин                                               | Резултат                                              | Гост                                                  | Реф.                                                  |                                                       |                                                       |
| ----------------------------------------------------- | ----------------------------------------------------- | ----------------------------------------------------- | ----------------------------------------------------- | ----------------------------------------------------- | ----------------------------------------------------- | ----------------------------------------------------- | ----------------------------------------------------- | ----------------------------------------------------- | ----------------------------------------------------- |
| 1.                                                    | 7. јун 2018.                                          | Пријатељска утакмица                                  | Стадион крај Сомборске капије, Суботица               | Србија                                                | 1 : 0                                                 | Мађарска                                              | [ 11 ]                                                |                                                       |                                                       |
| 1                                                     | Укупан број утакмица и постигнутих погодака           | Укупан број утакмица и постигнутих погодака           | Укупан број утакмица и постигнутих погодака           | Укупан број утакмица и постигнутих погодака           | Укупан број утакмица и постигнутих погодака           | Укупан број утакмица и постигнутих погодака           | Укупан број утакмица и постигнутих погодака           |                                                       |                                                       |

| Репрезентација Србије у узрасту до 16 година старости | Репрезентација Србије у узрасту до 16 година старости | Репрезентација Србије у узрасту до 16 година старости | Репрезентација Србије у узрасту до 16 година старости | Репрезентација Србије у узрасту до 16 година старости | Репрезентација Србије у узрасту до 16 година старости | Репрезентација Србије у узрасту до 16 година старости | Репрезентација Србије у узрасту до 16 година старости | Репрезентација Србије у узрасту до 16 година старости | Репрезентација Србије у узрасту до 16 година старости |
| #                                                     | Датум                                                 | Такмичење                                             | Локација                                              | Домаћин                                               | Резултат                                              | Гост                                                  | Реф.                                                  |                                                       |                                                       |
| ----------------------------------------------------- | ----------------------------------------------------- | ----------------------------------------------------- | ----------------------------------------------------- | ----------------------------------------------------- | ----------------------------------------------------- | ----------------------------------------------------- | ----------------------------------------------------- | ----------------------------------------------------- | ----------------------------------------------------- |
| 1.                                                    | 22. август 2018.                                      | Турнир Звездани пут                                   | Арена Чертаново, Русија                               | Србија                                                | 6 : 2                                                 | Израел                                                | [ 12 ]                                                |                                                       |                                                       |
| 2.                                                    | 24. август 2018.                                      | Турнир Звездани пут                                   | Арена Чертаново, Русија                               | Бугарска                                              | 1 : 1                                                 | Србија                                                | [ 13 ]                                                |                                                       |                                                       |
| 3.                                                    | 28. август 2018.                                      | Турнир Звездани пут                                   | Арена Чертаново, Русија                               | Србија                                                | 1 : 0                                                 | Русија                                                | [ 14 ]                                                |                                                       |                                                       |
| 4.                                                    | 6. новембар 2018.                                     | Пријатељска утакмица                                  | Кућа фудбала, Стара Пазова                            | Србија                                                | 3 : 2                                                 | Грузија                                               | [ 15 ]                                                |                                                       |                                                       |
| 5.                                                    | 21. фебруар 2019.                                     | Пријатељска утакмица                                  | ДГ Арена, Подгорица                                   | Русија                                                | 3 : 0                                                 | Србија                                                | [ 16 ]                                                |                                                       |                                                       |
| 6.                                                    | 25. фебруар 2019.                                     | Пријатељска утакмица                                  | Спортски центар ФСЦГ, Подгорица                       | Црна Гора                                             | 1 : 3                                                 | Србија                                                | [ 17 ]                                                |                                                       |                                                       |
| 7.                                                    | 16. април 2019.                                       | Развојни турнир УЕФА                                  | Кућа фудбала, Стара Пазова                            | Србија                                                | 3 : 1                                                 | Словачка                                              | [ 18 ]                                                |                                                       |                                                       |
| 8.                                                    | 18. април 2019.                                       | Развојни турнир УЕФА                                  | Кућа фудбала, Стара Пазова                            | Србија                                                | 1 : 1                                                 | Шпанија                                               | [ 19 ]                                                |                                                       |                                                       |
| 9.                                                    | 21. мај 2019.                                         | Меморијални турнир „Миљан Миљанић”                    | Кућа фудбала, Стара Пазова                            | Србија                                                | 3 : 0                                                 | Северна Македонија                                    | [ 20 ]                                                |                                                       |                                                       |
| 10.                                                   | 23. мај 2019.                                         | Меморијални турнир „Миљан Миљанић”                    | Стадион ФК Синђелић, Београд                          | Србија                                                | 4 : 1                                                 | Црна Гора                                             | [ 21 ]                                                |                                                       |                                                       |
| 10                                                    | Укупан број утакмица и постигнутих погодака           | Укупан број утакмица и постигнутих погодака           | Укупан број утакмица и постигнутих погодака           | Укупан број утакмица и постигнутих погодака           | Укупан број утакмица и постигнутих погодака           | Укупан број утакмица и постигнутих погодака           | Укупан број утакмица и постигнутих погодака           |                                                       |                                                       |

| Репрезентација Србије у узрасту до 17 година старости | Репрезентација Србије у узрасту до 17 година старости | Репрезентација Србије у узрасту до 17 година старости | Репрезентација Србије у узрасту до 17 година старости | Репрезентација Србије у узрасту до 17 година старости | Репрезентација Србије у узрасту до 17 година старости | Репрезентација Србије у узрасту до 17 година старости | Репрезентација Србије у узрасту до 17 година старости | Репрезентација Србије у узрасту до 17 година старости | Репрезентација Србије у узрасту до 17 година старости |
| #                                                     | Датум                                                 | Такмичење                                             | Локација                                              | Домаћин                                               | Резултат                                              | Гост                                                  | Гол                                                   | Реф.                                                  |                                                       |
| ----------------------------------------------------- | ----------------------------------------------------- | ----------------------------------------------------- | ----------------------------------------------------- | ----------------------------------------------------- | ----------------------------------------------------- | ----------------------------------------------------- | ----------------------------------------------------- | ----------------------------------------------------- | ----------------------------------------------------- |
| 1.                                                    | 20. август 2019.                                      | Пријатељска утакмица                                  | Кућа фудбала, Стара Пазова                            | Србија                                                | 2 : 0                                                 | Уједињени Арапски Емирати                             | [ 22 ]                                                |                                                       |                                                       |
| 2.                                                    | 24. октобар 2019.                                     | Квалификације за Европско првенство                   | Стадион Динама, Минск                                 | Србија                                                | 1 : 2                                                 | Летонија                                              | [ 23 ]                                                |                                                       |                                                       |
| 3.                                                    | 27. октобар 2019.                                     | Квалификације за Европско првенство                   | Стадион Трактора, Минск                               | Србија                                                | 2 : 1                                                 | Белорусија                                            | [ 24 ]                                                |                                                       |                                                       |
| 4.                                                    | 12. децембар 2019.                                    | Пријатељска утакмица                                  | Кућа фудбала, Стара Пазова                            | Србија                                                | 3 : 3                                                 | Русија                                                | [ 25 ]                                                |                                                       |                                                       |
| 5.                                                    | 30. октобар 2019.                                     | Квалификације за Европско првенство                   | Стадион Динама, Минск                                 | Мађарска                                              | 1 : 2                                                 | Србија                                                | [ 26 ]                                                |                                                       |                                                       |
| 6.                                                    | 29. фебруар 2020.                                     | Пријатељска утакмица                                  | Кућа фудбала, Стара Пазова                            | Србија                                                | 4 : 1                                                 | Норвешка                                              | [ 27 ]                                                |                                                       |                                                       |
| 7.                                                    | 11. март 2020.                                        | Пријатељска утакмица                                  | Стадион Тржни центар, Вождовац                        | Србија                                                | 2 : 2                                                 | Хрватска                                              | [ 28 ]                                                |                                                       |                                                       |
| 7                                                     | Укупан број утакмица и постигнутих погодака           | Укупан број утакмица и постигнутих погодака           | Укупан број утакмица и постигнутих погодака           | Укупан број утакмица и постигнутих погодака           | Укупан број утакмица и постигнутих погодака           | Укупан број утакмица и постигнутих погодака           | Укупан број утакмица и постигнутих погодака           | [ 29 ]                                                |                                                       |

| Репрезентација Србије у узрасту до 19 година старости | Репрезентација Србије у узрасту до 19 година старости | Репрезентација Србије у узрасту до 19 година старости | Репрезентација Србије у узрасту до 19 година старости | Репрезентација Србије у узрасту до 19 година старости | Репрезентација Србије у узрасту до 19 година старости | Репрезентација Србије у узрасту до 19 година старости | Репрезентација Србије у узрасту до 19 година старости | Репрезентација Србије у узрасту до 19 година старости | Репрезентација Србије у узрасту до 19 година старости |
| #                                                     | Датум                                                 | Такмичење                                             | Локација                                              | Домаћин                                               | Резултат                                              | Гост                                                  | Гол                                                   | Реф.                                                  |                                                       |
| ----------------------------------------------------- | ----------------------------------------------------- | ----------------------------------------------------- | ----------------------------------------------------- | ----------------------------------------------------- | ----------------------------------------------------- | ----------------------------------------------------- | ----------------------------------------------------- | ----------------------------------------------------- | ----------------------------------------------------- |
| 1.                                                    | 5. јун 2021.                                          | Пријатељска утакмица                                  | Кућа фудбала, Стара Пазова                            | Србија                                                | 1 : 0                                                 | Румунија                                              | [ 30 ]                                                |                                                       |                                                       |
| 2.                                                    | 3. септембар 2021.                                    | Меморијални турнир „Стеван Вилотић Ћеле”              | Градски стадион, Суботица                             | Србија                                                | 2 : 1                                                 | Азербејџан                                            | [ 31 ]                                                |                                                       |                                                       |
| 3.                                                    | 5. септембар 2021.                                    | Меморијални турнир „Стеван Вилотић Ћеле”              | Стадион Милан Средановић, Кула                        | Србија                                                | 5 : 0                                                 | Црна Гора                                             | [ 32 ]                                                |                                                       |                                                       |
| 4.                                                    | 8. октобар 2021.                                      | Пријатељска утакмица                                  | Кућа фудбала, Стара Пазова                            | Србија                                                | 0 : 3                                                 | Босна и Херцеговина                                   | [ 33 ]                                                |                                                       |                                                       |
| 5.                                                    | 9. март 2022.                                         | Пријатељска утакмица                                  | Кућа фудбала, Стара Пазова                            | Србија                                                | 3 : 0                                                 | Хрватска                                              | [ 34 ]                                                |                                                       |                                                       |
| 5                                                     | Укупан број утакмица и постигнутих погодака           | Укупан број утакмица и постигнутих погодака           | Укупан број утакмица и постигнутих погодака           | Укупан број утакмица и постигнутих погодака           | Укупан број утакмица и постигнутих погодака           | Укупан број утакмица и постигнутих погодака           | Укупан број утакмица и постигнутих погодака           |                                                       |                                                       |

## Трофеји, награде и признања

### Екипно
- Омладинска лига Србије : 2020/21.[35]
- Суперлига Србије : 2020/21.[36]